# Масований ракетний обстріл України 26 серпня 2024
26 серпня 2024 року російські війська завдали чергового масованого ракетного удару по енергетичній інфраструктурі України, а також наймасовішої від початку повномасштабного вторгнення повітряної атаки по всій території України. Росіяни застосували крилаті ракети повітряного, морського та наземного базування, балістичні ракети, зенітні керовані ракети, розвідувальні та ударні БпЛА «Shahed-136».
Загалом було випущено 127 ракет і 109 БпЛА типу «Shahed-136».
Ранкова атака на Україну коштувала Росії близько 1,26 млрд доларів США.

## Обстріл
Запуски ракет здійснювали кількома хвилями з районів Чорного та Каспійського морів, у тому числі літаками Ту-95МС, МіГ-31К і Ту-22М3.
За попередніми даними, в ударах використано 127 ракет. Силам ППО вдалося збити 102 ракети. Росія використовувала ракети Х-101, Х-555, «Калібр», «Іскандер», Х-59, Х-69 і KN-23. Росія застосувала також 109 безпілотних літальних апаратів «Shahed 136» із території Росії та АР Крим. Один безпілотник перетнув кордон з Польщею біля міста Шептицький.
Внаслідок обстрілу були пошкодження в кількох регіонах — і «Укренерго» було вимушене застосувати екстрені відключення електроенергії, щоб стабілізувати систему. Відомо про загибель 7 та поранення 47 людей. В місті Київ повітряна тривога почалася о 5:57 ранку і тривала більше 7 годин.
У Вишгороді, північному передмісті української столиці, одна з ракет влучила по машинному залу на дамбі Київського водосховища.
В Одеській області російські війська завдали ударів по складському приміщенню на південь від села Усатове і по однойменній електричній підстанції. Після прильотів по всій Одесі пройшла хвиля аварійних відключень електроенергії.
У Дніпропетровській області атаки зазнала енергетична інфраструктура. Надходить також інформація про влучання по території міжнародного аеропорту Дніпропетровськ.
Об'єкти критичної інфраструктури ушкоджені в Житомирській, Миколаївській, Полтавській та Львівській областях. Згідно з даними української влади та медіа, того дня перебої з електрикою виникли на території всієї України.
Під час відбиття цієї масованої ракетно-дронової атаки з боку РФ зазнав катастрофи винищувач F-16, льотчик, Олексій Месь, загинув.

### Таблиця
| ракети       | ракети                                | С-300/С-400 | БпЛА        | БпЛА       | жертви                  | місце                  | наслідки                                                               |
| ------------ | ------------------------------------- | ----------- | ----------- | ---------- | ----------------------- | ---------------------- | ---------------------------------------------------------------------- |
| 25 (102/127) | Х-101, Калібр, Х-47М2, Іскандер/KN-23 | —           | —           | —          | —                       | Львівська обл.         | Було повідомлено про два атаковані ракетами енергооб'єкти в області.   |
| 25 (102/127) | Х-101, Калібр, Х-47М2, Іскандер/KN-23 | —           | —           | —          | 3 поранених             | Івано-франківська обл. | Відомо про влучання в енергетичний об'єкт.                             |
| 25 (102/127) | Х-101, Калібр, Х-47М2, Іскандер/KN-23 | —           | —           | —          | 3 поранених             | Київська обл.          | Відомо про влучання у два енергооб'єкти та понад 20 житлових будинків. |
| 25 (102/127) | Х-101, Калібр, Х-47М2, Іскандер/KN-23 | —           | —           | —          | —                       | Вишгород               | Влучання у Київську гідроелектростанцію.                               |
| 25 (102/127) | Х-101, Калібр, Х-47М2, Іскандер/KN-23 | —           | —           | —          | 1 загибла, 1 поранено   | Житомирська обл.       | Постраждали житлові будинки та об'єкти критичної інфраструктури.       |
| 25 (102/127) | Х-101, Калібр, Х-47М2, Іскандер/KN-23 | —           | —           | —          | 5 поранених             | Полтавська обл.        | Влучання у промисловий об'єкт.                                         |
| 25 (102/127) | Х-101, Калібр, Х-47М2, Іскандер/KN-23 | —           | —           | —          | 7 поранених             | Одеський р-н           | Пошкоджена енергетична інфраструктура та приватні будинки.             |
| 25 (102/127) | Х-101, Калібр, Х-47М2, Іскандер/KN-23 | —           | —           | —          | 3 поранених             | Миколаївська обл.      | Відомо про трьох поранених від обстрілів, без подробиць про влучання.  |
| 25 (102/127) | Х-101, Калібр, Х-47М2, Іскандер/KN-23 | —           | —           | —          | 1 загиблий              | Дніпровський р-н       | Влучання в об'єкт енергетики, а також дачний кооператив.               |
| 25 (102/127) | Х-101, Калібр, Х-47М2, Іскандер/KN-23 | —           | —           | —          | 1 загиблий              | Криворізький р-н       | Влучання в об'єкт енергетики, а також дачний кооператив.               |
| —            | —                                     | —           | 10 (99/109) | Shahed 136 | 1 загиблий, 5 поранених | Луцьк                  | Влучання безпілотника у багатоквартирний будинок.                      |
| —            | —                                     | —           | 10 (99/109) | Shahed 136 | 1 поранено              | Лубенський р-н         | Падіння БпЛА на приватний житловий будинок.                            |
| —            | —                                     | —           | 10 (99/109) | Shahed 136 | 1 загиблий, 1 поранена  | Запорізький р-н        | Влучання безпілотника чи обстріл приватного житлового будинку.         |